# Vasopeptidase-Inhibitoren

Omapatrilat, ein Vasopeptidaseinhibitor

Vasopeptidase-Inhibitoren sind potenzielle Arzneistoffe, die sowohl das Angiotensin Converting Enzyme (ACE) als auch die neutrale Endopeptidase (NEP) hemmen. Als Resultat der Hemmung des Angiotensin Converting Enzyme wird die Bildung des Blutgefäße kontrahierenden Angiotensin II unterdrückt und in das Renin-Angiotensin-Aldosteron-System eingegriffen. Eine Hemmung der neutralen Endopeptidase hat eine Verminderung des Abbaus der natriuretischen Peptide atriales natriuretisches Peptid (ANP), Brain Natriuretic Peptide (BNP) und C-type natriuretic peptide (CNP), welche eine gesteigerte Harnausscheidung (Diurese) und eine Erweiterung von Blutgefäßen (Vasodilatation) bewirken, zur Folge. Beide Mechanismen ergänzen sich synergistisch im Sinne einer Blutdrucksenkung. Daher werden Vasopeptidase-Inhibitoren als Arzneimittel zur Behandlung des Bluthochdrucks (Antihypertensiva), der Herzinsuffizienz und der Atherosklerose entwickelt.
Der am weitesten entwickelte Vasopeptidaseinhibitor war Omapatrilat, für den die Herstellerfirma jedoch die Zulassungsanträge im Jahre 2000 zurückgezogen hat. Weitere Vasopeptidaseinhibitoren, wie Fasidotrilat, Sampatrilat und Ilepatrilat wurden in klinischen Studien getestet. Eine arzneimittelrechtliche Zulassung ist bislang noch nicht erfolgt.
Eine Weiterentwicklung der klassischen dualen Vasopeptidaseinhibitoren stellen dreifache Vasopeptidaseinhibitoren, wie CGS 35601 dar. Sie verfügen über eine zusätzliche, das Endothelin Converting Enzyme 1 (ECE-1) hemmende Wirkung und führen somit auch über das Endothelinsystem zu einer Blutdrucksenkung.